# 扎濟爾基
51°28′43″N 33°41′22″E / 51.47861°N 33.68944°E
扎濟爾基（烏克蘭語：Зазірки）是位於烏克蘭東北部的村莊，由蘇梅州科諾托普區的克羅萊韋茨市鎮負責管轄。該村距離卡拉什尼夫卡和沃爾戈德1.5公里，海拔高度150米，2001年人口583。